# Antonella Ferrari
Antonella Ferrari (Milano, 2 settembre 1970) è un'attrice italiana.

## Biografia
Nata artisticamente come ballerina, a causa della sclerosi multipla, è stata costretta a rinunciare alla danza per dedicarsi allo studio della recitazione, diventando attrice teatrale. Nel 2002 è stata protagonista del musical I re del mambo, per la regia di Giacomo Frassica e Giuliano Manetti. Negli anni successivi , ha avuto il ruolo principale in Uomo mortale e Prima che il gallo canti, entrambi di Giuseppe Naretto.
Nel 2001 ha debuttato in televisione nella soap opera CentoVetrine, dove è rimasta nel cast ricorrente per cinque anni. Ha recitato anche in fiction televisive e film per la tv, tra i quali spicca nel 2007 la partecipazione a La squadra, nel ruolo ricorrente della temutissima Pubblico Ministero Elisa Grossi.
Dal 2010 su proposta di Alfonso Signorini, cura sul settimanale Chi la rubrica "Un sorriso nel dolore", per dialogare con quanti si trovano ad affrontare la sofferenza continuando, però, a vivere, lavorare e sperare. 
Nel 2012 ha scritto l'autobiografia Più forte del destino - Tra camici e paillettes. La mia lotta alla sclerosi multipla, nella quale racconta l'inizio della sua carriera da ballerina, l'approdo in televisione e i problemi di salute fino alla diagnosi della malattia, con la contrapposizione fra il carattere forte e iperattivo e un corpo che non sempre risponde ai comandi. Le vicende raccontate, a tratti drammatiche, offrono nonostante tutto l'occasione di sorridere e sperare. Devolve parte dei proventi del libro all'Associazione Italiana Sclerosi Multipla. Nel 2013 ha adattato, per il teatro, l'autobiografia e l'ha portata in scena con il medesimo titolo sino al 2020. La commedia agrodolce racconta la lotta alla sclerosi multipla con toni leggeri e commoventi. 
Dal 2001 è testimonial dell'Associazione Italiana Sclerosi Multipla nelle campagne La gardenia dell'AISM, Una mela per la vita e in tutte le altre attività associative.
Nel 2021 Amadeus l'ha voluta sul palco del Teatro Ariston al Festival di Sanremo, con un pezzo del suo spettacolo teatrale che ha emozionato tutto il pubblico. Sempre dal 2021, è stata ospite ricorrente nella trasmissione Detto fatto in onda su Rai 2.
Dalla stagione 2022/2023 è inviata per il programma O anche no su Rai 3.

## Televisione

### Film e serie tv
- CentoVetrine - registi vari - Soap opera - Ruolo: Lorenza Giraldi (2001)
- Carabinieri - serie TV (2002)
- L'uomo della carità - film tv - regia di Alessandro Di Robilant (2007)
- L'uomo che sognava con le aquile - film tv - regia di Vittorio Sindoni (2005)
- Butta la luna - serie tv - regia di Vittorio Sindoni (2006)
- La squadra 8 - serie tv - registi vari - Ruolo: Pm Elisa Grossi
- Medici miei - sit com - regia di Massimo Martelli (2008)
- Non smettere di sognare - serie tv - regia di Roberto Burchielli (2009)
- Un matrimonio - miniserie tv - regia di Pupi Avati (2013-2014)

### Programmi televisivi
- Festival di Sanremo 2021 - Monologo
- O anche no - inviata (2022-23)
- Camper - inviata (2023-)

## Cinema
Dante (film) regia di Pupi Avati - nel ruolo della mamma di Violante

### Cortometraggi
- Come un fantasma (1999/2000)
- L'uomo volante (2015)

## Teatro
- Harvey il Pook (1992)
- Provaci ancora Sam (1993)
- La strana coppia (1994)
- No non è la gelosia (1995)
- Gnu Age - Bufale spirituali (1998)
- Monologhi di Franca Rame (2000/2002)
- I re del mambo (2002), musical, regia di Giacomo Frassica e Giuliano Manetti
- Uomo Mortale (2003/2010), regia di Massimo de Vita
- Prima che il gallo canti (2004), regia di Oreste Valente
- Più Forte del Destino (2013-ad oggi) - regia di Arturo di Tullio

## Radio
- Nessun luogo è lontano - Radio InBlu (2006/2007)

## Riconoscimenti
- Nel 2006 è stata nominata "Donna D'Eccezione" dall'UNESCO a Parigi.
- Nel 2012 le è stato conferito il "Premio Albori" per il Teatro.

## Onorificenze
- Ambrogino D'oro 7 dicembre 2022

## Libri
- Più forte del destino. Tra camici e paillettes. La mia lotta alla Sclerosi Multipla, Mondadori (2012)
- Note di poesia - Audible (2020), audiolibro di Martina Pace
- Comunque mamma. Storia di una ferita ancora aperta, HarperCollins (2023)